# Cionizmus
A cionizmus  egy etnikai, nacionalista  mozgalom, amelynek célja a zsidó nép egyesítése és a nemzet újjáélesztése a történelmi hazájában, Izrael földjén (Eretz Israel). Továbbá egy olyan ideológia, amely ezen a mozgalmon alapul.
A 19. század végén indult mozgalomnak számos irányzata és formája volt, amelyeket általában a politikai cionizmussal azonosítanak és többféleképpen értelmezték: zsidó patriotizmusként, nemzeti felszabadító és államépítő mozgalomként, kulturális és társadalmi irányzatként, illetve vallási mozgalomként. A politikai cionizmus megalapítója Herzl Tivadar. A cionizmus 1948-ban Izrael államának megalakulásához vezetett. Napjainkban a szétszórt zsidó nemzet egységének és Izraelhez fűződő kapcsolatának fenntartása is a célja. 
A cionizmus definíciója ma sem végleges és a követői között sem egységesen elfogadott, tehát egy folyamatosan fejlődő, és – minden más nemzeti szervezkedéshez hasonlóan – szélsőségektől sem mentes mozgalomról van szó.

## A cionizmus története
ókor
A cionizmus szó a Cion (=„Sion”) szóból ered. A Cion (Sion) szó először Sámuel próféta könyvében jelenik meg. Cion Jeruzsálem egyik erődítményének a neve. A hagyomány alapján ,iután Dávid elfoglalta Jeruzsálemet a jebuzitáktól, Cion helyén épült fel „Dávid városa”. Cion (Sion) szimbolikusan nem csak Jeruzsálemet, hanem az egész országot jelenti a zsidók számára. 
középkor
A zsidók a diaszpórában sem feledkeztek meg Sionról, a középkorban írta Jehuda Halevi „Sion énekeit”.
újkor
A 16-17. században számos európai „messiás” próbálta rábeszélni a zsidókat, hogy térjenek vissza Palesztinába, de a 18. század végére az ez iránti érdeklődés nagyrészt alábbhagyott. A kelet-európai pogromok a „Cion szerelmesei” csoport megalakulásához vezettek, amelyek zsidó földművesek és kézművesek letelepedését szorgalmazták Palesztinában.
A mozgalom előfutárai voltak: Jehuda Alkalay szarajevói származású rabbi, a lengyel származású Kalischer rabbi, a magyar származású Natonek József rabbi és Moses Hess filozófus. 
Natonek már a 19. század közepén írt a független zsidó államról, a többiekkel ellentétben azonban ő nem vallási, hanem történelmi érvekre hivatkozott. Magyarországon nem adták ki műveit, Konstantinápolyba utazott, hogy a szultántól engedélyt kérjen a zsidó nép letelepítésére, így ő volt az első politikai cionista.
Moses Hess 1862-ben publikálta Rom und Jerusalem című művét, melyben előrevetítette a zsidó nép nemzeti újjászületését. Utalt rá, hogy a cionizmus az európai kis népek szabadságmozgalmaihoz csatlakozik.
A század vége felé egyre kiterjedtebbé vált az ún. Chibat Cion mozgalom. A mozgalom vezetői Achad Haam, Smolenskin, és Gordon voltak. Rothschild báró (Edmond James de Rothschild) segítségével földművelő telepeseket küldtek Palesztinába.
Az antiszemitizmussal szemben Herzl Tivadar egy zsidó állam létrehozását szorgalmazta Palesztinában.
A cionizmus szót először Nathan Birnbaum használta, a mozgalomról azonban először a Dreyfus-per nyomán született Judenstaat, Herzl Tivadar műve beszél. Ezt tekintik a cionizmus alapművének.
1897-ben gyűlt össze az I. Cionista Világkongresszus Bázelben, és megalakult a Cionista Világszervezet. Herzl így írt naplójában: „Bázelben megalapítottam a zsidók országát, s ha most még nevet is ezen valaki, várjatok 5 vagy legfeljebb 50 évig és meglátjátok”.
20. század
Az ITO (Jewish Territorialist Organisation) bírálta a cionista világszervezet terveit. E szervezetet Izrael Zangwill alapította 1905-ben. A cionista vezérek között akkor többen voltak, – így Zangwill is – akik nem tartották alkalmasnak Palesztinát arra, hogy ott épüljön fel a zsidó nép otthona. Mikor 1905-ben a VII. cionista kongresszus kimondotta, hogy szilárdan áll a Bázeli program alapján, többen kiváltak a cionista szervezetből és megalapították az ITO-t, amely az üldözött zsidók számára egy autonóm területet keresett. Az ITO vezetősége tárgyalásokat is folytatott különböző területekről (Galveston, Texas, Argora), de eredménytelenül. A cionizmus politikai sikereinek következtében később az ITO vezetői ünnepélyes nyilatkozatot tettek, mely szerint hajlandók a zsidó Palesztina felépítési munkájában részt venni. Ez a nyilatkozat automatikusan maga után vonta az ITO megszűnését.

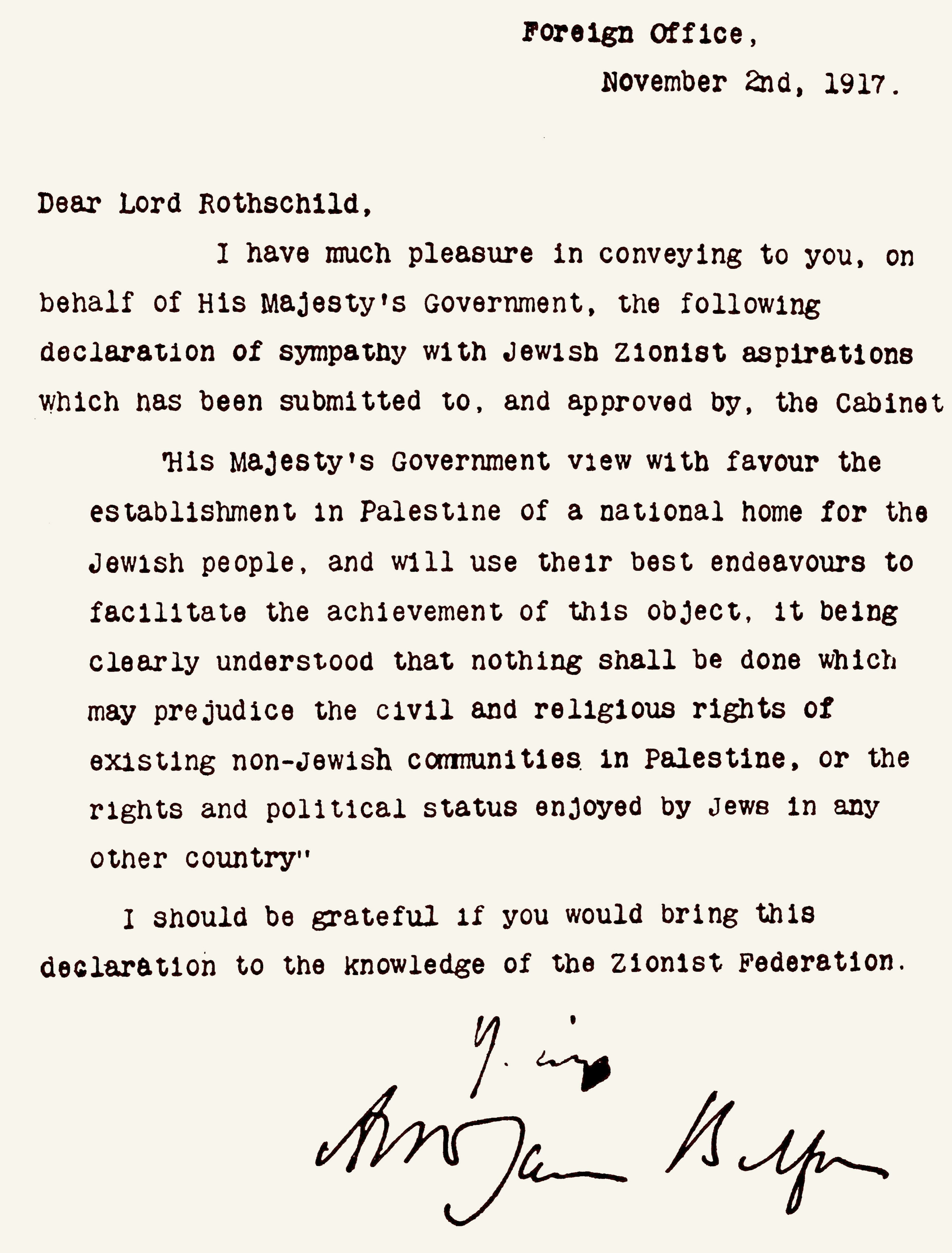
Lord Balfour, angol külügyminiszter Walter Rothschild báróhoz írt levele (1917. november 2.)

1917. november 2-án Arthur Balfour, angol külügyminiszter Walter Rothschild báróhoz írt levelében ígéretet tett a zsidó nemzeti haza létrehozására Erec Jiszraelben. 
Az első világháború után a mozgalom lendületet vett a Balfour-nyilatkozat kiadásával.  A palesztin zsidó lakosság száma 90 ezerről (1914) 238 ezerre (1933) nőtt.  Az arab lakosság ellenállt a cionizmusnak, és a britek sikertelenül próbálták összeegyeztetni a zsidó és az arab követeléseket.
Végül 1947-ben – tehát pontosan 50 évvel Herzl Tivadar naplójába tett bejegyzése után – osztották fel a brit Palesztin mandátumot egy zsidó és egy arab államra. A II. világháború miatt viszont igen súlyos árat fizetett a késedelemért a zsidó nép. A szakirodalom jelenlegi ismeretei szerint a deklaráció megírásában oroszlánrésze volt Leopold Amery magyar zsidó származású, és magyarul is beszélő brit külügyi alkalmazottnak.
1975. november 10-én az ENSZ 72 szavazattal 35 ellenében (32 hiányzással) elfogadta, a 3379-es határozatot, melynek értelmében „A cionizmus a rasszizmus és a faji megkülönböztetés egyik formája”. 1991. december 16-án 111:25 arányban (13 hiányzással) visszavonták ezt a határozatot.
A cionizmus és rasszizmus kapcsolatának kérdése a dél-afrikai Durbanban 2001-ben rendezett, közel 160 állam és több mint 1500 civil szervezet részvételével lezajlott nemzetközi rasszizmus tárgyú konferencián (augusztus 31. – szeptember 7.) is felmerült. A konferencia lezárásaként elfogadott nyilatkozat végső szövegébe a cionizmus rasszizmussal való egyértelmű azonosítása – amelyet például Kuba és egyes arab országok szorgalmaztak – ugyan nem került bele, ehelyett a következő szakaszt fogadták el:
„Aggodalmunkat fejezzük ki az idegen megszállás alatt élő palesztin emberek sorsa miatt. Elismerjük a palesztin emberek önrendelkezési jogát, és jogukat saját államuk megalapítására. Elismerjük továbbá a régió valamennyi országának, köztük Izraelnek, a biztonsághoz való jogát, és felhívunk minden államot, hogy a békefolyamat támogatásával segítsék elő annak mielőbbi befejezését.”
A konferenciáról az USA delegációja, tiltakozásul az Izraelt ért igen heves bírálatok miatt, kivonult.

## A cionizmus Magyarországon
A cionizmus prominens magyarországi képviselője a Magyarországi Cionista Szövetség (MCSZ), amely a magyarországi cionista szervezetek intézményes kerete.
1902-ben Herzl Tivadar jelenlétében és segítségével alakult meg a Magyar Cionista Szövetség. Létrejötte óta tagja a  Cionista Világszervezetnek (héberül: Hisztadrut Hacioni Haolamit, angolul World Zionist Organisation), amelyet az 1897-ben megtartott I. Bázeli Kongresszus alapított.  Az első magyar cionista gyűlésre 1903-ban került sor Pozsonyban. Ugyancsak 1903-ban alakult a Makkabea, a cionista egyetemi hallgatók szövetsége. A második eseményre már 1904-ben sor került, szintén Pozsonyban,  1905. évtől az ülések már Budapesten zajlottak, eleinte viszonylag csekély érdeklődés mellett és sok ellenszéllel. 1912-ben jelent meg a Múlt és Jövő, amit korábbi sajtótermékek előztek meg. Ezt követően sorban indultak cionista szerveződések. Az első világháború után állami felhívásra alakult rendfenntartó szervezetként a Cionista Karhatalmi  Század. A belügyminiszter csak 1927-ben vette nyilvántartásba a Magyar Cionista Szövetséget.

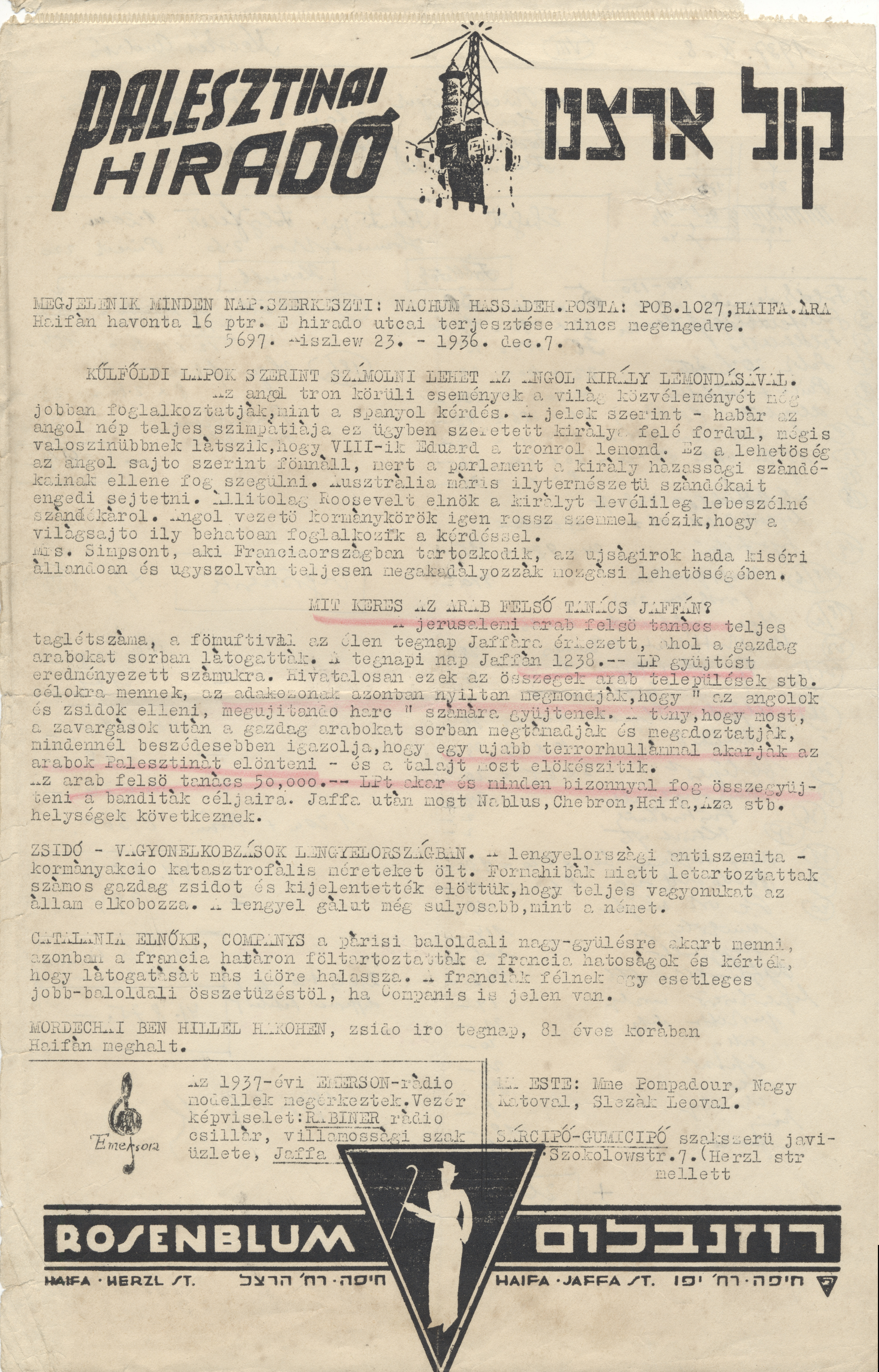
Magyar cionista hírlevél 1936-ból

Az MCSZ a második világháború előtt fontos szerepet játszott a zsidó fiatalok nevelésében és oktatásában. A Szövetséget a Horthy-korszakban többször is betiltották, illetve tevékenységét korlátozták. 1940. július 11-én a belügyminiszter a budapesti központ kivételével az összes helyi csoportot feloszlatta. 1943 decemberében ismét engedélyezték a működést, de csak 1944. április 6-ig, amikor Baky László nyilas államtitkár újra feloszlatta a szervezetet.
A náci megszállás idején a szövetség tagjai szerepet vállaltak a zsidó ellenállásban és életmentésben.
1945 nyarán megindult az újjászervezés az egész ország területén, majd 1948. március 24-én, az egyre növekvő kommunista elnyomás miatt, az MCSZ önként megszüntette a működését.Ezek után a szövetség tagjai illegalitásban tevékenykedtek, és a lehetőségekhez mérten mindent megtettek a zsidó identitástudat megőrzéséért. Cionista szervezkedés miatt többeket letartóztattak és koncepciós perekben ítéltek el az 50-es években.
Az 1980-as évek vége felé Dr. Engländer Tibor, a Hasomer Hacair valamikori tagja szervezésében indultak, még  illegálisan, cionista szemináriumok Magyarországon.  Az első szerveződés a Herzl kör és a Bethlen téri Oneg Sábbát Klub volt. A rendszerváltáskor, 1989. évtől sorra jöttek létre a régi/új cionista szerveződések, és 1990. április 1-én megalakult a Magyarországi Cionista Szövetség, az Alapszabálya bírósági nyilvántartásba került, a Cionista Világszervezet (World Zionist Organization) pedig 1927. évre visszamenő hatállyal vette fel a tagjai közé. Azóta legálisan működik Magyarországon, részt vesz a magyarországi zsidó közéletben és jelen van a cionista világmozgalomban. Szervezeti formája ernyőszervezet, különféle irányzatokat képviselő cionista tagszervezetek szövetsége.
Tagszervezetei a következők: Arzenu Hungary, Habonim Dror és Oz-Ve Salom Baráti Kör, Hanoar Hatzioni Egyesület, Hasomer Hacair Egyesület, Jachad Egyesület, Kidma Egyesület, Maccabi VAC Hungary, Marom Klub Egyesület, WIZO Hungary Egyesület. A tagok 6 mandátummal kepviselhetik a magyarországi cionista mozgalmat a Cionista Világszervezet 5 évenkénti Kongresszusán.
Az MCSZ fő célkitűzései (idézet a Szövetség Alapszabályából):
- előmozdítja a zsidó nemzeti tudat fejlődését és küzd az asszimiláció ellen;
- szorgalmazza a zsidóság Izraelbe való hazatérését, mint a cionizmus mindenkori meghatározó eszméjét és támogatja a hazatérni kívánókat;
- ugyanakkor elfogadja azt, hogy minden zsidó ember elidegeníthetetlen joga eldönteni, hogy melyik ország állampolgára kíván lenni és hol kíván élni;
- támogatja és erősíti Izrael Állam és a diaszpórában élő zsidóság kapcsolatait;
- támogatja a cionista jellegű kezdeményezéseket;
- támogatja a zsidó és cionista nevelést, kiemelten a héber nyelv oktatását;
- cionista érdekképviseletet alakít ki a zsidó közéletben és a magyar társadalomban;
- küzd az antiszemitizmus, a zsidóság hátrányos megkülönböztetése ellen, és védi a zsidóság jogos érdekeit;
- elutasítja a rasszizmus minden formáját.

A Szövetség rendszeresen szervez közös, Széder Estét, ifjúsági vezetőképzést, különböző szemináriumokat, konferenciákat, Az MCSZ és tagszervezetei projektjei között megjelennek Izraellel kapcsolatos zsidó programok, rendezvények, táborok, közösségépítő programsorozatok, jótékonysági események. A Szövetség képviseli az Izrael központi szerepébe vetett hitet, valamint azt, hogy ma már a világ zsidóságát a hagyományon és történelmen túl elsősorban Izrael állama kapcsolja össze. Igyekszik bemutatni a cionista mozgalom ideológiai sokrétűségét.
A szövetség kétévenként osztja ki a Herzl–Nordau-érdemérmet. Az MCSZ kiadványa a „Bethlen téri füzetek”, amely a zsidóságot érintő ideológiai kérdésekkel foglalkozik. Emellett a Szochnuttal közösen havonta adja ki az „Erec”  című folyóiratot.
Az MCSZ a tevékenységéhez szükséges pénzforrásokat pályázatok útján, adományokból, és a személyi jövedelemadó 1%-ának felajánlásaiból biztosítja.

## A cionizmus kritikája
A cionizmussal, mint eszmével és mozgalommal szembenálló eszme, mozgalom, politikai törekvés az anticionizmus, amely sokféle, gyakran egymással összekapcsolódó forrásból táplálkozik:
- Kritika vallásos zsidók részéről: történelmileg a legkorábbi bírálat, a cionizmus megszületésével egyidős. Eszerint a zsidó állam léte szentségtörés, csak a Messiás állíthatja helyre az ókorban elpusztított Izraelt.
- Az asszimilációra, integrációra törekvő zsidók kritikai attitűdje elsősorban a holokausztot megelőző időszakra jellemző, szerintük a világ zsidóságának elsősorban hazájuk társadalmába kell minél szervesebben beilleszkednie.
- Az arab és palesztin nacionalizmus szükségképpen szemben áll a zsidó nacionalizmussal, a tét az arabnak tekintett föld, illetve a palesztin szülőföld védelme a betolakodóktól.
- A cionizmus baloldali, antiimperialista kritikája szerint az őslakók nacionalizmusa legitimebb, mint a „megszállóké”, a „gyarmatosítóké”. Az ENSZ 1975-ös elítélő határozata is nagyjából ezt a gondolatmenetet követi.
- A vallásos muszlimok Jeruzsálemet az iszlám harmadik szent helyének tekintik, így annak idegenek általi elfoglalása dzsihádra ad okot.
- A cionizmus kritikájának egy válfaja Izrael állam létrejöttét egy cionista világuralmi törekvés kontextusába helyezi.[forrás?] Magyarországon először Tormay Cécile terjesztette el Bujdosó könyv című 1920–1922-es munkájában azt a tévhitet, hogy a cionisták Budapestet akarták volna megtenni nemzeti törekvésük fővárosának (valójában a cionisták Jeruzsálem fővárosként való elfogadtatásáért küzdenek mind a mai napig).[11] Az ilyen nézetekre a szakirodalom gyakran mint az antiszemitizmus megnyilvánulására tekint.[12]